# Barraca XLII (Aiguamúrcia)
La Barraca XLII és una obra d'Aiguamúrcia (Alt Camp) inclosa a l'Inventari del Patrimoni Arquitectònic de Catalunya.

## Descripció
És una barraca doble, amb dormidor. Presenta una façana principal comunca per a les dues estançes, a la part posterior es pot apreciar l'estructura circular de les dues. El portal situat al mig de la façana dona accés a l'estança principal mitjançant un curt passadís.
Aquesta estança té un diàmetre de 4'10 metres i una alçada màxima també de 4'10 metres. A l'esquerra del portal hi ha l'accés al dormidor és lleugerament ovalat amb un diàmetre de 2'375 metres i té una alçada màxima de 3'10 metres. Les dues estançes tanquen amb falsa cúpula.
A la part posterior hi trobarem una cisterna.